# Марк Моаллік
Марк Жан П'єр Моаллік (фр. Marc Jean Pierre Moallic; 17 червня 1907,  Лор'ян (Морбіан), Франція — 20 травня 2004, Сен-Мандріє-сюр-Мер (Вар), Франція), також відомий як Кер Ма або MoKerMa, був французьким художником коміксів. 
Популярності здобув, головним чином, завдяки загадкам у журналі «Vaillant-Pif Gadget», які стали відомими як «Розслідування Людо» і виходили щотижня протягом тринадцяти років, з 1969 по 1982 рік.

## Біографія
Марк Моаллік був сином морського комісара і відмовився від морської кар'єри через морську хворобу. Замість цього він став відомим художником і карикатуристом. Він вивчав мистецтво в Парижі після закінчення школи в Тулоні та служби в морській піхоті. Після того він робив карикатури для різних видань і співпрацював з відомими письменниками і журналістами, такими як Рене Ґосінні та Альбер Удерзо. Він також створив кілька коміксів, включаючи «Розслідування Людо». У 1975 році він припинив активну творчість і виїхав на півострів Сен-Мандр'є, де провів свої останні роки.

### Кар'єра
Моаллік почав працювати ілюстратором у «Le Pêle-Mêle» у 1928 році, потім працював у «L'Épatant» та «La Vie de garnison», для яких створював кольорові обкладинки, а також у «Offenstadt», «Le Dimanche illustré» та «Cadet Rousselle». У цей період він познайомився з Луї Фортоном і Гастоном Калло.
Його перший коміксовий серіал називався «Barnabé le Corsaire» і був опублікований в журналі «Ademaï gai Thursday» у 1936 році разом із Поль Коліном. Ця робота привела до створення коміксів «Ademaï aviateur» (1946) і «Ademaï au Middle Ages» (1947), а також познайомила його з актором Ноель-Ноелем, який виконував роль головного персонажа.
З 1936 по 1939 рік він працював у журналі «Vu», прийнятий на роботу Луї де Преміо-Реалом, ставши художнім керівником у 1938 році до серпня 1939 року.
З березня 1939 року він малював для журналу «Ridendo».
Він також ілюстрував для журналу «Jean-Claude, ревю сучасного чоловіка», а також для «Le Journal de Toto» у 1938 році.
З 1941 по 1943 рік він малював для журналу «L'Alerte».
У жовтні 1943 року він почав публікувати свої роботи у журналі «Ric et Rac».
Після 1945 року він став художнім директором для Cinévie та Cavalcade, продовжуючи працювати як ілюстратор для журналів «Ici Paris», «V Magazine», «Boléro», «France Dimanche» та «La Presse».
З січня 1946 по жовтень 1948 року він був директором макетного відділу «Cavalcade».
З 1948 по 1962 рік він малював серії «Пригоди інспектора В. Нард (Les exploits de l'Inspecteur V. Nard)» та «Джонас і Казимір (Jonas et Casimir)» для додатка для молоді журналу «Modes et travaux».
У 1949 році він малював для гумористичного місячника «Éclats de rire».
У 1951 році він опублікував разом з Жаном Монурі невелику працю під назвою «24 заповіді запрошеного в круїз (Les 24 commandments de l'invité en croisière)».
У 1953 році він малював для гумористичної газети «Le Hérisson».
З січня 1956 по 1957 рік він був редактором у «France Dimanche» і здійснив, серед іншого, ілюстрацію палацу Монако під час весілля принца Реньє з Грейс Келлі.
У 1958 році він ілюстрував серію листівок для «Pulcinella».
У 1959 році він співзасновником журналу «Pilote», де були опубліковані «Розслідування інспектора Робіяра» з П'єром Бельмаром у ролі сценариста. Ця серія, завдяки своєму успіху, стала радіомовленням на «Radio Luxembourg» з 1960 по 1963 рік, з 13:30 до 14:30, під керівництвом Гі Жана Бертре та Жака Ледрена.
У 1960 році він створив маскота для пральних машин «Frigidaire» — барсука, який був випущений у вигляді брелка та пінопластових фігурок.
Починаючи з 1969 року, він працював у журналі «Pif Gadget», де створив «Розслідування Лудо».
Марк Моаллік також співпрацював з журналами «Moustique», Агентством центральної преси, «Técipresse», «Franpar», «l'Almanach Vermot», «Le Journal de Mickey» , а також з видавництвами «Rouff».
Він вийшов на пенсію в 1975 році.

## Основні творіння
Марк Моаллік, зокрема, створив:
- Les Infaillibles для Ici Paris;
- Cache cache в Le Dauphiné libéré;
- L'Inspecteur Degloire, для La Voix du Nord;
- M. Furette для Nice-Matin;
- Ça va bouillir в Pilote;
- Jonas et Casimir у Modes et travaux між 1965 і 1975;
- Les Enquêtes de l'Inspecteur Robillard, з П'єром Бельмаром у ролі пілота;
- Загадки — Enquêtes de Ludo для Pif Gadget.